# سلستين الخامس

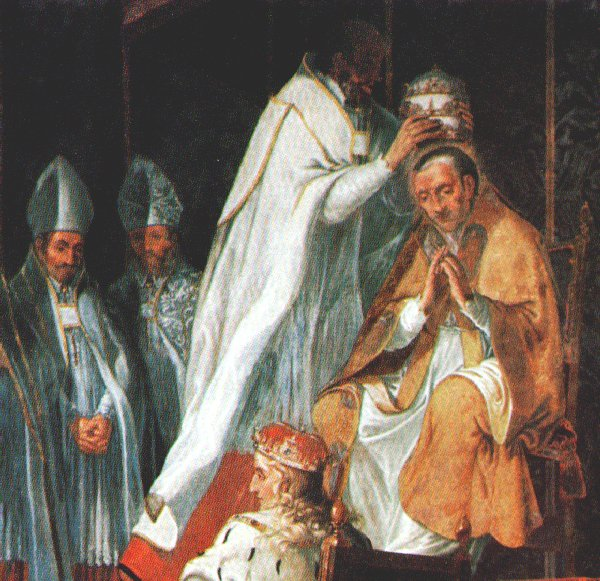
تتويج البابا سلستين الخامس

البابا القديس سلستين الخامس (1215 ـ 19 مايو 1296) هو بابا الكنيسة الكاثوليكية في الفترة من 5 يوليو 1294 إلى 13 ديسمبر من العام ذاته.
ولد سلستين الخامس في مملكة صقلية باسم بييترو أنجيليريو، كما عرف لاحقًا ـ بعد رهبنته ـ باسم بييترو دا موروني. وعقب وفاة والده أنجيلو أنجيليريو عمل بييترو في الحقول، وكان لأمه ماريا ليوني أثر بالغ في توجهات بييترو الروحانية؛ إذ رسمت لابنها مستقبلًا أكثر إشراقًا من كونه مجرد فلاح أو راعٍ، والتحق بييترو بسلك الرهبنة في منطقة بينيفنتو ضمن نظام القديس بينديكت وهو في السابعة عشرة من عمره.
أبدى الراهب بييترو ميلًا شديدًا إلى الزهد والانعزال، وفي سنة 1239 أوى إلى كهف في جبل موروني للعزلة، ومن ثم عرف باسم بييترو دا موروني. وبعد خمس سنوات ترك بييترو عزلته هذه ليأوي ـ مع رفيقين ـ إلى كهف مماثل في جبل مايللا بمنطقة أبروتسو في وسط إيطاليا، حيث عاش حياة شديدة التقشف والصرامة على نهج القديس يوحنا المعمدان، وقد أسس أثناء هذه الفترة نظام الرهبنة الذي سمي باسمه فيما بعد، وهو نظام السلستينيين.
يعد سلستين الخامس آخر بابا انتخب بطريقة غير طريقة الاقتراع السري في تاريخ الكنيسة الكاثوليكية، وقد تنازل سلستين الخامس طائعًا عن البابوية بعد بضعة أشهر من توليه الكرسي، ولم يحمل أي بابا بعده اسم سلستين حتى اليوم.

## وصلات خارجية
- سلستين الخامس على موقع الموسوعة البريطانية (الإنجليزية)
- سلستين الخامس على موقع إن إن دي بي (الإنجليزية)

1. ↑  سلستين الخامس على إن إن دي بي
2. ↑  "معلومات عن سلستين الخامس على موقع viaf.org". viaf.org. مؤرشف من الأصل في 2019-06-29.
3. ↑  "معلومات عن سلستين الخامس على موقع vocab.getty.edu". vocab.getty.edu. مؤرشف من الأصل في 2020-03-29.

| سبقه نيكولا الرابع | باباوات الكنيسة الكاثوليكية 1294 | تبعه بونيفاس الثامن |